# Aethelheard de Wessex
Aethelheard de Wessex (también llamado Ethelheard), fue rey de Wessex desde 726 hasta 740, fecha de su muerte. Es posible que fuese cuñado de su predecesor, Ine, pero no hay fuentes fiables que aseguren tal cosa, por lo que también se abre la posibilidad de que sea el primer rey de Wessex sin relación familiar con Cynric.
Cuando Ine abdicó y se fue a Roma en 726 no dejó un descendiente claro, y según textos de Beda el Venerable simplemente dejó su reino en manos de "hombres más jóvenes". Así, tras su marcha se inició una disputa entre Aethelheard y otro candidato, Oswald, que acaso tuviese unos derechos sobre el trono más firmes que los de Aethelheard, pues la Crónica anglosajona señala que era descendiente de Ceawlin, mientras que este último, a pesar de acceder finalmente al trono, no.
Es posible que en esta sucesión en la que Aethelheard se impuso finalmente Ethelbaldo de Mercia le diese su apoyo, pues luego ambos aparecen vinculados. En cualquier caso, Aethelbald tomó considerables territorios de Wessex en 733, incluyendo el señorío real de Somerton. 
La mujer de Aethelheard, Frithugyth, hizo una peregrinación a Roma en 737, según señala la Crónica anglosajona.